# Metalik krasnosterny
Metalik krasnosterny, metalik ognistosterny (Metallura tyrianthina) – gatunek małego ptaka z rodziny kolibrowatych (Trochilidae). Jest najbardziej rozpowszechnionym gatunkiem, mającym największy zasięg występowania ze wszystkich gatunków z rodzaju Metallura. Występuje na stokach Andów w północno-zachodniej i zachodniej części Ameryki Południowej – od Wenezueli do Boliwii. W Czerwonej księdze gatunków zagrożonych IUCN klasyfikowany jest jako gatunek najmniejszej troski (LC, ang. Least Concern).

## Systematyka
Gatunek ten po raz pierwszy zgodnie z zasadami nazewnictwa binominalnego opisał angielski przyrodnik George Loddiges w 1832 roku na łamach „Proceedings of the Committee of Science and Correspondence of the Zoological Society of London”. Autor nadał gatunkowi nazwę Trochilus tyrianthinus, a jako miejsce typowe podał okolice Popayán w Kolumbii. Gatunek ten razem z metalikiem złotawym (Metallura iracunda) był uznawany za supergatunek, obecnie są one uznawane za gatunki sympatryczne.
Obecnie wyróżnia się siedem podgatunków Metallura tyrianthina:
- M. t. districta Bangs, 1899 – metalik fioletowosterny
- M. t. chloropogon (Cabanis & Heine, 1860) – metalik miedzianosterny
- M. t. oreopola Todd, 1913 – metalik złotosterny
- M. t. quitensis Gould, 1861
- M. t. tyrianthina (Loddiges, 1832) – metalik ognistosterny
- M. t. septentrionalis Hartert 1899 – metalik modrosterny
- M. t. smaragdinicollis (d'Orbigny & Lafresnaye, 1839) – metalik zielonoszyi[4].

### Etymologia
- Metallura: gr. μεταλλον metallon „metal”; ουρα oura „ogon”[12].
- tyrianthinus: gr. τυριανθινος turianthinos – w kolorze purpury tyryjskiej[13].

## Morfologia
Mały koliber o średniej długości czarnym, prostym dziobie. Występuje niewielki dymorfizm płciowy. Samiec podgatunku nominatywnego ma górne części ciała butelkowozielone. Dolne części zielone z niewielkimi białawo-szarymi końcówkami piór. Za okiem niewielka biała plamka. Na podgardlu i gardle opalizujący szmaragdowozielony śliniak. Ogon lekko rozwidlony, opalizujący na brązowo. Samica ma górne części ciała jak samiec, natomiast w dolnych częściach ciała jest biaława z zielonymi plamami. Podbródek, gardło i górna część piersi ochrowo-pomarańczowe z oliwkowozielonymi kropkami układającymi się w linie. Zewnętrzne pióra ogona z białawymi zakończeniami. Młode osobniki są podobne do dorosłych samic.
Podgatunek M. t. districta ma fioletowy ogon. Samice są pozbawione plamek na gardle i górnej części piersi. M. t. chloropogon ma miedzianoczerwony ogon, samiec jest zielonoczarniawy, ma nieco jaśniejszy zielony opalizujący śliniak. Samica prawie nie ma plam na gardle i górnej piersi. M. t. oreopola charakteryzuje się złocistoczerwonym ogonem. U samca pióra na grzbiecie mają miedziany odcień, a na dolnej części ciała są zielone z szarymi obrzeżami. U samic prawie brak plam na gardle i górnej części piersi. Podgatunek M. t. quitensis jest podobny do podgatunku nominatywnego, różni się nieco dłuższym dziobem i oliwkowobrązowym ogonem. Podgatunek M. t. septentrionalis ma fioletowo-niebieski ogon. Samce tego podgatunku mają dolne części ciała białe z oliwkowobrązowymi plamkami. Natomiast podgatunek M. t. smaragdinicollis jest podobny do podgatunku M. t. districta, a samica ma liczne zielonkawe kropki na gardle i górnej części piersi. Długość ciała 9–10 cm, masa ciała 2,7–5,1 g.

## Zasięg występowania
Zasięg występowania (EOO, Extent of Occurrence) według szacunków organizacji BirdLife International obejmuje około 3,78 mln km². Gatunek ten występuje w zakresie wysokości od 1500 do 4200 m n.p.m. Poszczególne podgatunki zamieszkują:
- M. t. districta – masywy górskie Sierra Nevada de Santa Marta i Serranía de Perijá,
- M. t. chloropogon – na niewielkim obszarze przybrzeżnych gór w Wenezueli – od stanu Aragua do stanu Miranda,
- M. t. oreopola – Andy w Wenezueli (południowo-zachodnia część stanu Lara, stany Trujillo, Mérida i Táchira),
- M. t. quitensis – północno-zachodni Ekwador,
- M. t. tyrianthina – północno-zachodnia Wenezuela od południowo-zachodniej części stanu Táchira, poprzez wszystkie łańcuchy górskie kolumbijskich Andów, wschodni i południowy Ekwador do regionu Piura w skrajnie północnym Peru,
- M. t. septentrionalis – zachodnie stoki peruwiańskich Andów (na zachód od rzeki Marañón),
- M. t. smaragdinicollis – wschodnie stoki peruwiańskich Andów na południe od regionu Amazonas do departamentu Santa Cruz w Boliwii[6][15].

## Ekologia i zachowanie
Metalik krasnosterny występuje w różnych typach siedlisk od otwartych wilgotnych lasów górskich często z wtórnym przyrostem, poprzez lasy mgliste i zarośla porośnięte mchami do półsuchych dolin i formacji roślinnych paramo z pojedynczymi krzewami lub grupami krzewów. Występuje na wysokościach od 1500 m n.p.m. do 4200 m n.p.m., najczęściej w zakresie wysokości 2500–3300 m n.p.m. Natomiast w przybrzeżnych obszarach Wenezueli najliczniej spotykany jest na wysokości około 2000 m n.p.m. Dieta tego gatunku składa się głównie z nektaru roślin z rodzajów m.in. Berberis, Escallonia, Eucalyptus, Gentiana, Eugenia, Hesperomelas, Gaultheria (Gaultheria rufescens), Palicourea (Palicourea angustifolia, Palicourea anacardifolia), Manettia (Manettia coccocypseloides). Poluje także na owady, które łapie w powietrzu. Długość pokolenia jest określana na 2,5 roku.

### Rozmnażanie
Informacje o rozmnażaniu do niedawna były dosyć skąpe. Ptaki w okresie lęgowym spotykano w środkowych górach Serranía de Perijá oraz w kolumbijskich Andach od kwietnia do sierpnia. Ptaki z powiększonymi gonadami odłowiono w Ekwadorze w październiku, a w północnej Boliwii w okresie czerwiec–sierpień. Gniazda buduje w gęstych mchach wiszących w skalistych niszach lub wśród korzeni zwisających nad brzegami rozpadlin i wąwozów. Zazwyczaj na wysokości 1,8–3 m nad ziemią. Opisane gniazdo w Cerro Fonté w Kolumbii zbudowane było głównie z mchu z kawałkami paproci i włókien roślinnych. Posiadało niewielką komorę gniazdową bez wyściółki. W lęgu zazwyczaj dwa białe jaja, które wysiadywane są przez samicę.
W 2021 roku J. Soto i współpracownicy opisali dwa gniazda M. t. tyrianthina znalezione i zbadane w 2018 roku w Kordylierze Wschodniej w okolicach miasta Tunja. Dokładniej zbadane i opisane gniazdo znajdowało się w Cerro Morro Negro na niewielkim klifie na wysokości około 2 m nad ziemią, było podwieszone na czterech zwisających korzeniach. Miało kształt otwartej, dosyć głębokiej miseczki. Budowa gniazda była dwuwarstwowa. Zewnętrzna warstwa była zbudowana z różnych gatunków mchów m.in. z rodzin Amblystegiaceae i Hypnaceae, porostów, suchych gałązek, pajęczyn i nasion oplątwy (Tillandsia), a wewnętrzna warstwa była w całości zbudowana z włóknistych nasion oplątwy. Wymiary zbadanego gniazda były następujące: wysokość 88,1 mm, szerokość 66,7 mm na 100,7 mm, średnica wewnętrzna 43 mm, głębokość 29 mm, a grubość ścianek 14,7 mm. W gnieździe znajdowały się dwa białe wydłużone, symetryczne jaja o wymiarach 13–13,7 mm na 8,4–8,5 mm.

## Status
W Czerwonej księdze gatunków zagrożonych IUCN metalik krasnosterny jest klasyfikowany jako gatunek najmniejszej troski (LC, ang. Least Concern). Liczebność populacji nie jest oszacowana, ale gatunek ten opisywany jest jako pospolity. BirdLife International ocenia trend liczebności populacji jako spadkowy ze względu na utratę siedlisk leśnych.